# Pierre Servan-Schreiber
Pour les autres membres de la famille, voir Famille Servan-Schreiber.
Pierre Servan-Schreiber, né le 14 mai 1955 à Paris, est un avocat français, membre des Barreaux de Paris et de New York et ancien membre du Conseil de l'Ordre des Avocats de Paris (2010-2013). Il est aussi médiateur et arbitre.

## Activité d'avocat et de médiateur
Après avoir cofondé le cabinet Gaston-Dreyfus, Lévêque, Le Douarin, Servan-Schreiber et Veil en 1984, il est devenu en 1992 European Counsel du prestigieux cabinet américain Sullivan & Cromwell LLP, dont il deviendra le premier associé européen de l'histoire de ce cabinet en 1998.
En 2000, Pierre Servan-Schreiber rejoint un autre cabinet américain tout aussi prestigieux, Skadden Arps, Slate, Meagher and Flom LLP, dont il devient le Managing Partner du bureau de Paris.
Il fut longtemps l'un des principaux spécialistes européens des opérations de fusions-acquisitions, des offres publiques et des opérations sur marchés de capitaux dans un contexte international et comme conseil sur des opérations stratégiques transfrontalières majeures pour des groupes Français et étrangers parmi les plus importants en France et à travers le monde ainsi que sur des dossiers de contentieux internationaux importants.
Il est l'avocat de la tribu Hopis au coté de l'association Survival International en 2013-2014, contre la vente aux enchères de masques sacrés des Hopis par la maison Eve . 
Il quitte le cabinet Skadden Arps le 31 janvier 2015 pour se consacrer à des missions de médiations, principalement au sein de familles possédant des actifs industriels ou des groupes de société, et d'arbitrage. Il est médiateur agréé auprès du CMAP (Centre de Médiation et d’Arbitrage de Paris), du CPR/CEDR (New York) et du CiArb (Londres).
Il dirige la commission Médiation du Club des Juristes et est chargé d'enseignement à SciencesPo sur la Médiation.
Il est diplômé (LL.M.) de la Columbia Law School de New York et d'une maîtrise de l'Université Paris 1 Panthéon-Sorbonne. Il a également suivi les formations à la thérapie systémique familiale (APRTF, Paris) et à la théorie et pratique de la médiation de Ken Cloke (Santa Monica, Californie).

## Autres activités
Pierre Servan-Schreiber est également oléiculteur à Saint-Pierre-de-Mézoargues dans les Bouches-du-Rhône, et produit une huile d'olive nommée Domaine de Saint-Pierre. Depuis 2007, il est producteur d'huile certifié.
Motard depuis l'âge de 14 ans, il a parcouru quatre des cinq continents à moto et contribué ou fait l'objet d'articles dans divers ouvrages consacrés à la moto.

## Famille
Pierre Servan-Schreiber est le petit-fils de Robert Servan-Schreiber, fondateur du journal Les Échos, et de Suzanne Crémieux, sénatrice radical-socialiste du Gard. Il est le fils de Jean-Claude Servan-Schreiber, le frère de Fabienne Servan-Schreiber, et le cousin de Jean-Louis Servan-Schreiber, David Servan-Schreiber et Florence Servan-Schreiber.

## Publications
- Antoine Garapon (dir.) et Pierre Servan-Schreiber (dir.), Deals de Justice : le marché américain de l'obéissance mondialisée, Paris, Presses universitaires de France, 2013, 198 p. (ISBN 978-2-13-062763-0, lire en ligne)
- Robert Servan-Schreiber (préf. Pierre Servan-Schreiber), Journal, Paris, Éditions Léo Scheer, 2005, 484 p. (ISBN 978-2-7561-0200-9, lire en ligne)